# خط طول 149° غرب
خط طول 149° غرب هو أحد خطوط الطول الجغرافية، والتي تمتد من القطب الشمالي الجغرافي إلى القطب الجنوبي الجغرافي، وحسب التحويل الزمني يتأخر خط طول 149° غرب عن خط غرينتش بـ9 ساعات و56 دقيقة.

## من القطب إلى القطب
ينطلق خط طول 149° غرب من القطب الشمالي نحو القطب الجنوبي مرورا بالمناطق التي ترد في الجدول التالي:
| الإحداثيات                           | البلد أو الإقليم أو البحر | ملاحظات                                                                       |
| ------------------------------------ | ------------------------- | ----------------------------------------------------------------------------- |
| 90°0′N 149°0′W / 90.000°N 149.000°W  | المحيط المتجمد الشمالي    |                                                                               |
| 72°29′N 149°0′W / 72.483°N 149.000°W | بحر بيوفورت               |                                                                               |
| 70°26′N 149°0′W / 70.433°N 149.000°W | الولايات المتحدة          | ألاسكا                                                                        |
| 59°57′N 149°0′W / 59.950°N 149.000°W | المحيط الهادئ             | مرورا بشرق the جزيرة تاهيتي, تاهيتي (في 17°48′S 149°7′W / 17.800°S 149.117°W) |
| 60°0′S 149°0′W / 60.000°S 149.000°W  | المحيط الجنوبي            |                                                                               |
| 76°19′S 149°0′W / 76.317°S 149.000°W | القارة القطبية الجنوبية   | المطالب الإقليمية بالقارة القطبية الجنوبية                                    |